# Cyanuration

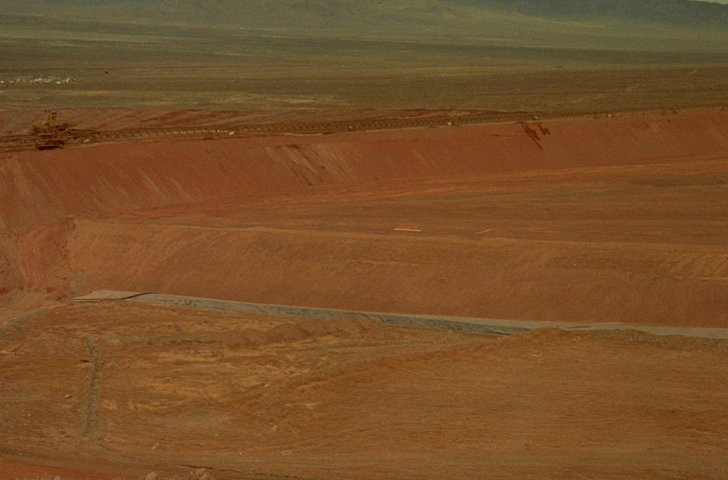
Lixiviation en tas, par cyanuration de minerai d'or dans une mine à Elko, dans le Nevada.

La cyanuration, ou procédé MacArthur-Forrest selon les noms des inventeurs, John Stewart MacArthur et les frères Robert et William Forrest, est une technique hydrométallurgique d'extraction de l'or grâce à une solution de cyanures alcalins,. Le procédé consiste en une lixiviation du minerai aurifère par une solution de cyanures très dilués. Le lixiviat est ensuite mis en contact avec du zinc pour faire précipiter l'or dissous, ainsi que d'autres métaux précieux comme l'argent, le cuivre, etc.
Le procédé a permis une rupture dans l'extraction de l'or. Par exemple, dans le cas du gisement d'or de Witwatersrand, l'or se présente sous la forme de fines particules, et l'amalgamation comme la chloration ne sont capables d'extraire que 55 à 65 % du métal. Au début du XXIe siècle, près d'un milliard de tonnes de minerai d'or est traité chaque année par des solutions de cyanure, faisant de ce procédé le plus important mode de traitement chimique de minerai. Depuis les années 1970, le prix de l'or a rendu rentable le traitement des tas de résidu miniers contenant 1 g/t d'or, en utilisant des techniques mises au point pour les traitements des minerais pauvres de cuivre ou des minerais d'uranium.

## Histoire

### Contexte
La chimie des cyanures fait des progrès notables lorsque la généralisation des gaz manufacturés implique leur épuration, et donc le retrait des composants les plus toxiques. Au milieu du XIXe siècle, les composés du cyanure sont ôtés par adsorption, avec un mélange d'hydroxydes de fer(II) et de fer(III). De même les réactions de dissolution sont exhaustivement étudiées. C'est ainsi que John Stewart MacArthur trouve, en 1887, une application pratique avec les minerais d'or, la cyanuration.

### Industrialisation
Pour un article plus général, voir Extraction de l'or.
La cyanuration mise au point par Macarthur devient rapidement un procédé industriel. Son adoption suscite un effort de recherche important pour en comprendre les principes et l'optimiser. La plus importante des contributions à la cyanuration est due au chimiste allemand Guido Bodländer (en) qui, en 1896, identifie deux points essentiels : il confirme les observations d'Elsner et de Faraday, contredites par Macarthur, qui relevaient le rôle nécessaire de l'oxygène ; et il découvre que le peroxyde d'hydrogène est un intermédiaire réactionnel dans la dissolution de l'or. Malgré ces découvertes, la cyanuration reste mal comprise :
« L'action des solutions de cyanures sur l'or est longtemps restée un mystère pour trois raisons :
- Il est difficile de comprendre pourquoi l'or, le plus noble des métaux, qui n'est dissous par aucun autre acide qu'une solution concentrée d'eau régale, peut être dissous à température ambiante par une solution très diluée (0,01- 0,1 %) de NaCN ou de KCN;
- Une forte concentration de NaCN s'est avérée ne pas être meilleure qu'une solution diluée, alors que dans le cas d'autres métaux dissous dans des acides, par exemple, plus l'acide est concentré, plus vite le métal est dissous ;
- Les raisons de la nécessité de l'oxygène n'était pas évidentes, sachant que, seul, celui-ci n'agit pas sur l'or.

Le mystère a été résolu environ 60 ans après la découverte du procédé, quand il a été compris que la dissolution de l'or dans une solution de cyanures est un phénomène électrochimique, c'est-à-dire comparable à celui-ci d'une cellule galvanique. »
— M. D. Adams, Advances in Gold Ore Processing
C'est Macarthur qui met au point l'utilisation de copeaux de zinc pour faire précipiter l'or de la solution de cyanures. Le procédé devient plus efficace avec l'amélioration du métallurgiste américain Charles Washington Merrill (en) (1869-1956) consistant à utiliser de la poussière de zinc. Son ingénieur Thomas Bennett Crowe (1876-1940) l’améliore ensuite en dégazant la solution de son air dissous en l'exposant au vide, dans une cuve, avant l'introduction du zinc. Cette technique de traitement de la solution est appelée le procédé Merrill-Crowe.

## Procédé

### Principe
La cyanuration consiste à produire un « sel quadruple » soluble dans l'eau lorsque l'or est mis en présence d'un sel de cyanure (cyanure de potassium, cyanure de sodium ou cyanure de calcium) et d'oxygène. 

### Méthode
Le minerai est finement broyé puis mis en présence d'une solution de sel de cyanure.

Après un certain temps de réaction, la solution contenant des boues est séparée des particules minérales par filtration ou décantation.
{\displaystyle 4Au+8NaCN+2H_{2}O+O_{2}\rightarrow 4Na[Au(CN)_{2}]+4NaOH}.
L'or est ensuite récupéré en ajoutant des copeaux de zinc ou d'aluminium dans la solution du sel quadruple.
{\displaystyle 2Na[Au(CN)_{2}]+Zn\rightarrow Na_{2}[Zn(CN)4]+2Au}.
La solution est ensuite acidifiée avec de l'acide sulfurique pour éliminer l'excès de zinc, séchée et passée dans un four à 800 °C en présence d'air pour oxyder le plomb, le fer et le zinc. 
Le résidu après une première fonte contient 80-90 % d'or.
Au début du XXIe siècle, il y existe deux principaux procédés de traitement de la solution de cyanure : la précipitation par le zinc (appelée procédé Merrill-Crowe dans sa version améliorée) et l'adsorption par le carbone. L'adsorption concurrence le procédé Merrill-Crowe à cause de ses coûts d'investissement et d'exploitation estimés 20 à 50 % inférieurs. Elle est également plus performante si le minerai contient du carbone et est riche en métal, ou s'il est riche en argile (car elle génère un lixiviat difficile à filtrer). Actuellement, l'adsorption par le carbone assure, dans le monde, 70 % du traitement de la solution de cynaures, le reste restant traité par le procédé Merrill-Crowe ou l'électrolyse directe. En effet, ce dernier reste compétitif pour les minerais riches en or, et contenant une quantité significative d'argent. Il peut aussi être utilisé en complément de l'adsorption par le carbone, pour retirer d'autres métaux précieux : dans ce cas, il remplace l'électrolyse directe.

## Traitement des déchets
Le résidu direct de la filtration est un déchet industriel toxique en raison des sels de cyanure qu'il contient. 
Ces déchets sont parfois stockés en plein air dans de grands bassins maintenus par des digues de terre, la boue est peu à peu déshydratée par le soleil et le vent (évaporation). Les cyanures commencent alors à se dégrader au contact de l'oxygène, en se décomposant en cyanate et finalement en carbonate. 
Divers traitements physicochimiques, ou biologiques peuvent accélérer leur dégradation. 

### Les traitements biologiques
Dans la nature de petites quantités de cyanures sont naturellement produites par certaines bactéries (aérobie et/ou anaérobies, archées par exemple), champignons, plantes et algues (on trouve un peu de cyanure dans l'amande amère par exemple ou dans certains haricots crus) sans doute pour se protéger de la prédation animale. La présence de cyanures dans l'environnement est néanmoins essentiellement due aux activités humaines et en particulier à l'industrie métallurgique; 
Dans une certaine mesure, des microorganismes décomposeurs peuvent donc gérer ce poison et le dégrader (par exemple en ammoniaque (moins toxique)) puis en carbonates inoffensifs. Ils peuvent même - à certaines conditions - le faire en condition anaérobie.   
Les traitements biologiques du cyanure industriel sont encore récents. Ils semblent être une voie porteuse d'espoir pour mieux traiter les déchets miniers contenant des cyanures. 
- De tels traitements ont d'abord été testés en Amérique du Nord[8] et continuent à faire l'objet d'études en laboratoire et in situ dans certaines installations de stockage et traitement de déchets miniers de l'industrie de l'or, par exemple avec une bactérie assez ubiquiste (mais qui peut être pathogène pour l'homme (nosocomiale éventuellement) et certaines plantes et arbres : pseudomonas sp. [9]. Certaines souches de cette bactérie (souches CM5 et CMN2 par exemple) peuvent dans certaines conditions utiliser le cyanure comme source de carbone et d'azote, en dégradant les cyanures avec une efficacité comparable à celle de traitements chimiques couramment utilisés.
- Une autre piste est un traitement en réacteur liquide ou en bassins extérieurs par des algues[10]. Plusieurs espèces d'algues ont ainsi été testées dont Arthrospira maxima, Chlorella sp. et Scenedesmus obliquus, avec un pH très basique (pH = 10,3), mais elles ne peuvent traiter que des déchets assez dilués, sinon elles meurent. Dans ce cas l'algue la plus performante était S. obliquus qui a dégradé détoxifié 99 % du cyanure en survivant à des concentrations de 100 à 400 mg/l.

### En cas de pollution par les cyanures et déchets cyanurés de l'industrie aurifères
En cas de fuites de cyanures dans l'eau, l'industriel injecte du chlore dans le milieu pour détruire les cyanures, ce qui contribue néanmoins à une pollution secondaire. 